# Ramakian

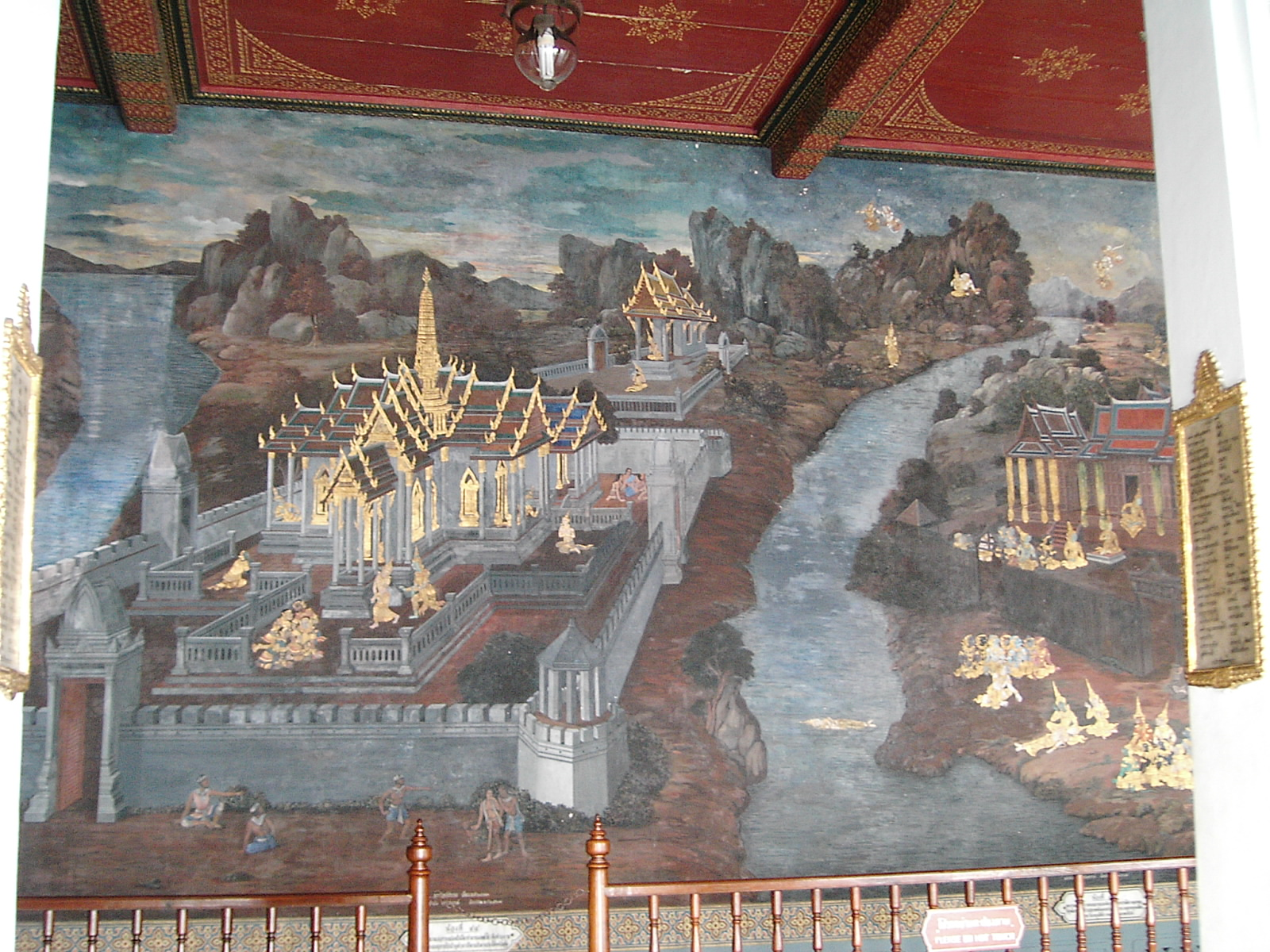
Kleiner Ausschnitt aus dem Ramakian, Wandmalerei im Wat Phra Kaeo, Bangkok

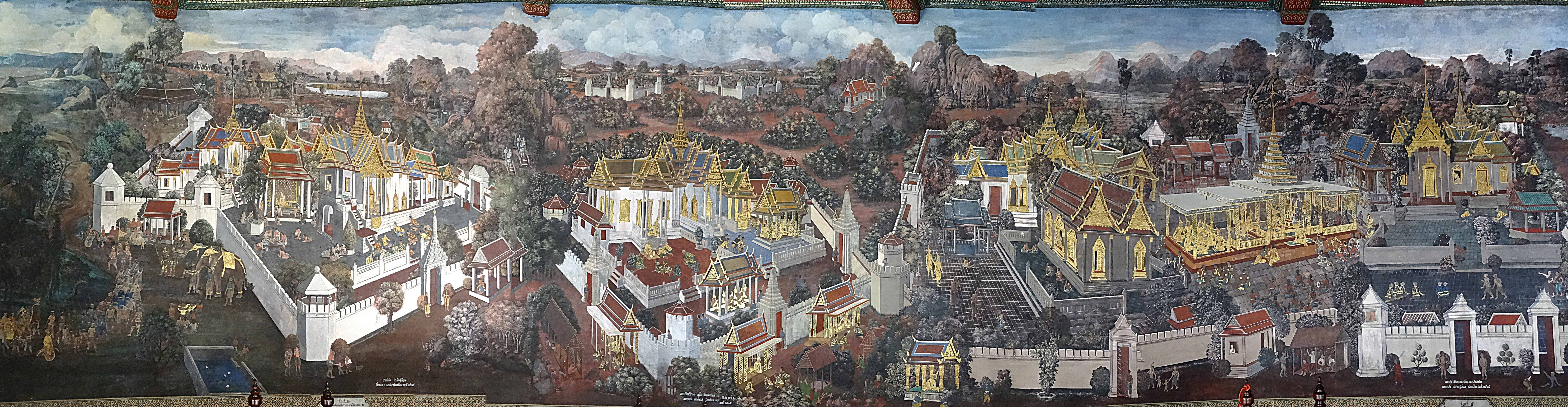
Teil der Wandmalerei im Kreuzgang des Tempels des Smaragd-Buddha

Das Ramakian (Thai: รามเกียรติ์, RTGS-Umschrift Rammakian, Aussprache: [raːm má. kian], wobei die thailändische Schreibweise die Sanskrit-Etymologie rāmakīrti erkennen lässt, mit Sanskrit kīrti, ‚Ehre‘, also ‚zu Ehren Ramas‘) ist die thailändische Fassung des indischen Nationalepos Ramayana.

## Vom Ramayana zum Ramakian
Das ursprünglich aus Indien stammende Ramayana-Epos wurde im 3. Jahrhundert v. Chr. von Valmiki, einem Gelehrten, der zuerst als Eremit in den Wäldern gelebt hatte, niedergeschrieben. Indische Händler, Reisende und Gelehrte brachten die Erzählung nach Südostasien, wo sie zuerst in den historischen Reichen der Khmer (Funan, Angkor) und Javas (Srivijaya), die in engem wirtschaftlichem und kulturellem Austausch mit Indien standen, Verbreitung fand.
Im späten 1. Jahrtausend wurde das Epos auch bei den, aus dem südlichen China kommend nach Südostasien zuwandernden, Thai bekannt. Die ältesten Aufzeichnungen der Bewohner des Thai-Königreiches Sukhothai, die über das Epos berichten, stammen aus dem 13. Jahrhundert. Anfangs wurde die Geschichte in Form von Schattentheatern (thailändisch หนัง, nang, deutsch: „Leder“) nachgespielt, ähnlich dem aus Indonesien bekannten Wayang Kulit. Dabei wurden die Charaktere der Erzählung in Form von flachen, aus Leder gefertigten, bemalten und an Holzstäben befestigten Schattenpuppen von den Puppenspielern vor einem beleuchteten Tuch bewegt, auf dessen anderer Seite die Zuschauer saßen.

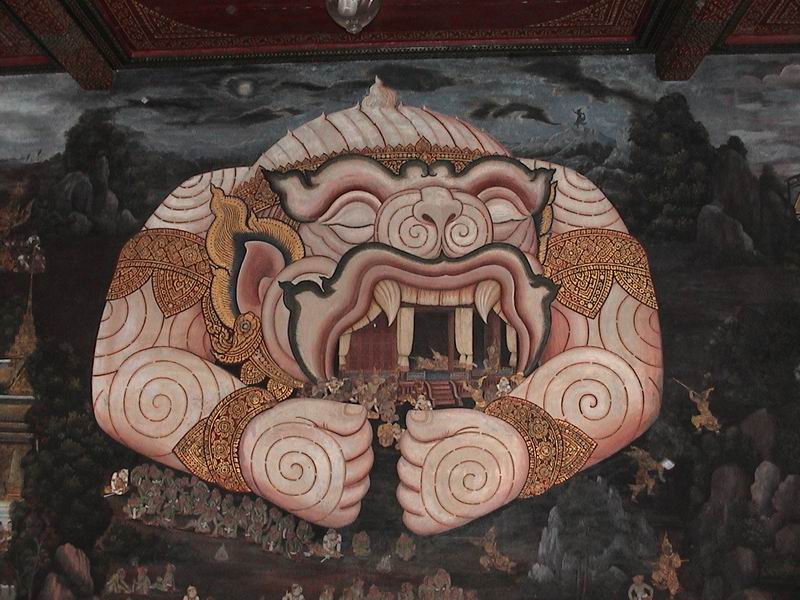
Hanuman beschützt Ramas Pavillon (Wandmalerei, „Raum 53“ der Galerie im Wat Phra Kaeo)

Erst im 18. Jahrhundert wurde die Erzählung in Ayutthaya, dem auf Sukhothai folgenden Königreich der Thai, schriftlich aufgezeichnet. Dabei entstanden mehrere Nachdichtungen. 1767 eroberte und verwüstete der burmesische König Hsinbyushin die thailändische Hauptstadt Ayutthaya und ließ die höfischen Musiker und Tänzer nach Ava verschleppen. Mit ihnen gelangte auch das Ramakien nach Burma. Um 1789 übertrugen Myawaddy Mingyi U Sa und andere Mitglieder einer vom König eingesetzten Kommission das Ramakien in die burmesische Fassung Yama Zatdaw.
Die bekannteste überlieferte Fassung ist unter der Aufsicht von König Phra Phutthayotfa Chulalok (Rama I., 1736–1809) entstanden, dem Begründer der bis heute in Thailand bestehenden Chakri-Dynastie, der zwischen 1797 und 1807 zeitweise an der Textgestaltung mitgewirkt hat.
Aus der Regierungszeit König Phra Phutthayotfa stammen auch die Malereien mit Darstellungen von Szenen aus dem Ramakian an den Wänden des Phra Rabiang (Wandelgang, Galerie), der den Wat Phra Kaeo in der Hauptstadt Bangkok umgibt. Sein Sohn Phra Phutthaloetla (Rama II., 1766–1824) verfasste eine weitere Version für Tänzer. Diese spezielle Form der höfischen Tanzkunst, Khon (Thai: โขน) genannt, hat ausschließlich Erzählungen aus dem Ramakian zum Inhalt. Die Tänzer tragen dabei kunstvolle Kostüme und Masken. Letztere dienen vor allem auch der Identifizierung der verschiedenen Charaktere.

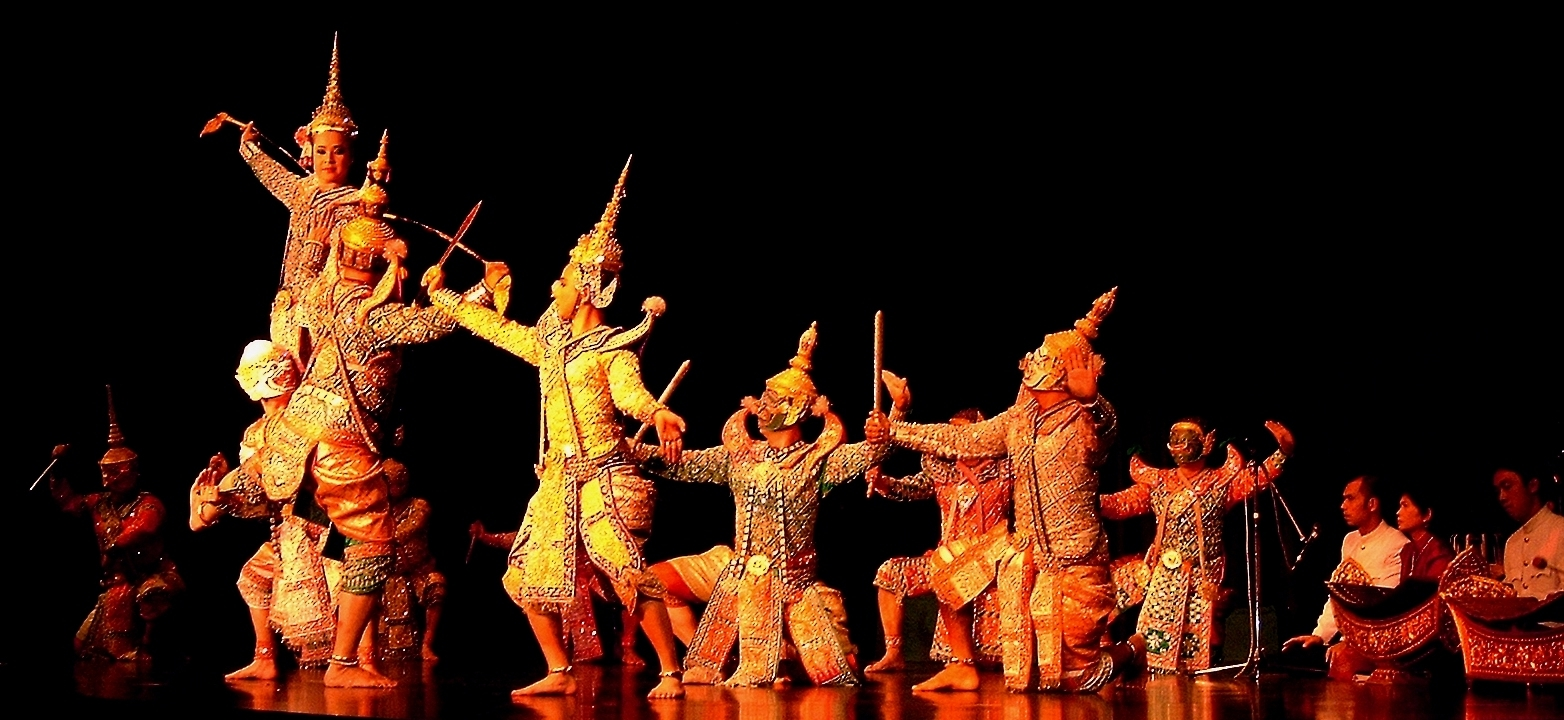
Aufführung des Khon-Tanzes in Frankfurt/Main

Ursprünglich wurde der Khon-Tanz nur am Hof des Königs aufgeführt. Vor etwa 100 Jahren wurde diese Kunstform auch dem einfachen Volk vorgestellt und gehört mittlerweile zum Lehrprogramm des thailändischen College of Dramatic and Performing Arts. Anlässlich des 60-jährigen Thronjubiläums von König Bhumibol präsentierten 40 Tänzerinnen, Tänzer und Musiker den Khon-Tanz in einer Tournee vom 13. September 2006 bis zum 1. Oktober 2006 zum ersten Mal in Deutschland und der Schweiz. Heute wird der Khon-Tanz regelmäßig im Sala Chaloemkrung Royal Theatre in Bangkok aufgeführt.

## Ein thailändisches Epos

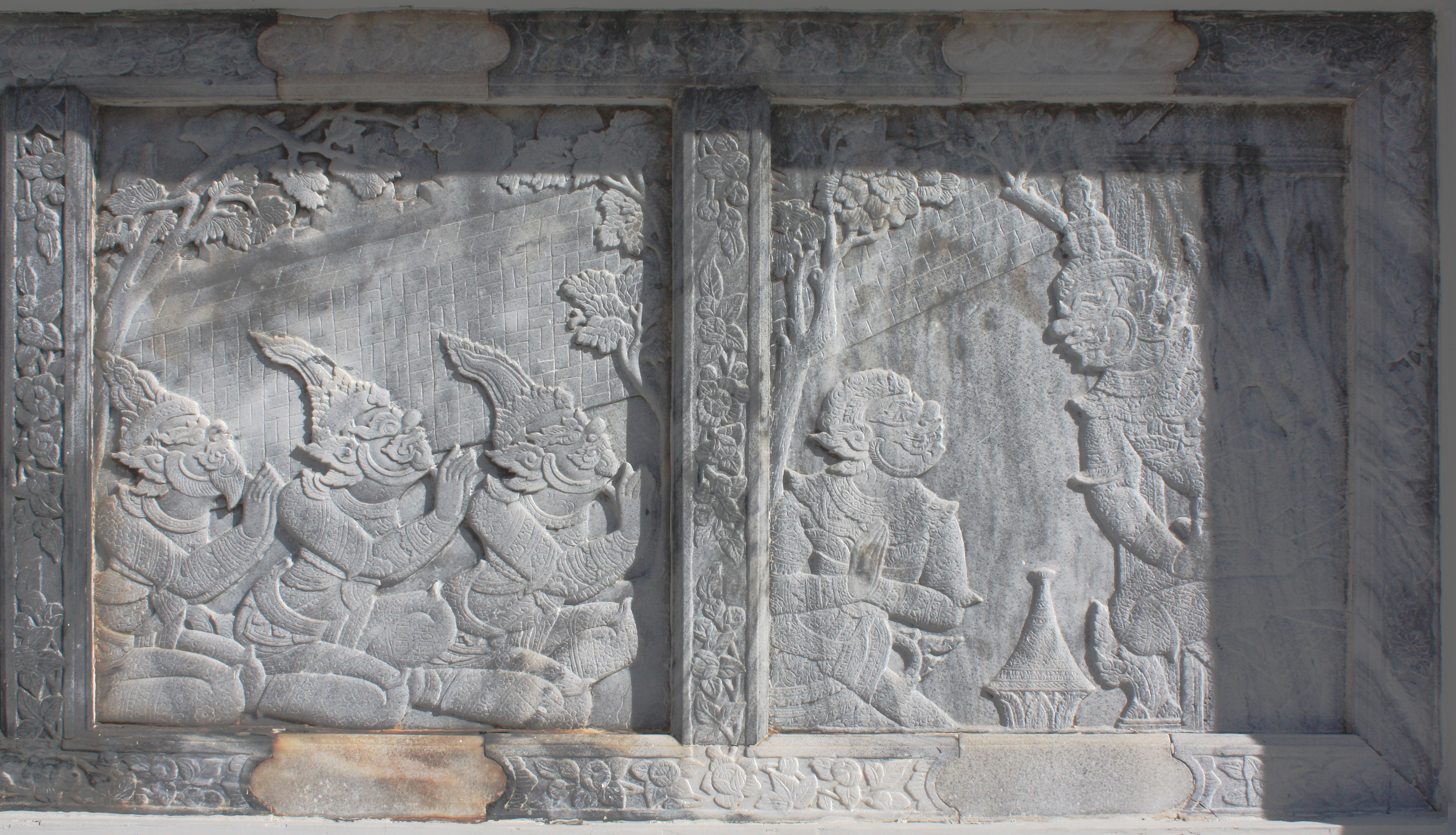
Basreliefs an der Juwelenmauer des Ubosot im Wat Pho, Bangkok

Das Ramakian wurde seit seiner Entstehung zu einem festen Bestandteil der thailändischen Kultur. Es wird heute kaum mehr als Adaption einer fremden Dichtung angesehen, sondern ist vielmehr Teil der eigenen kulturellen Identität.
Voraussetzung dafür war, dass die Erzählungen an die Lebensumstände und Lebensweise der Thai angepasst wurden. Dabei wurden nicht nur die Namen der handelnden Charaktere, vom Gott Phra Narai (Ramayana: Narayana), über den Helden Phra Ram (Ramayana: Rama) bis zum Dämonen Totsakan (Ramayana: Ravana) an thailändische Gegebenheiten angepasst, sondern auch praktisch alle anderen Details der Erzählung. (Die thailändischen Namen entsprechen den Namen oder Beinamen der Helden auf Sanskrit, so zum Beispiel hat der Gott Vishnu den Beinamen Narayana und der Dämon Ravana den Beinamen Dashakantha, der „Zehnhälsige“). Ortsbeschreibungen wurden ebenso an das Land der Thai angeglichen, zum Beispiel wird Phra Ram als Sohn des Königs von Ayutthaya (das nach dem indischen Ayodhya, Ramas Heimatstadt im Ramayana, benannt ist) geboren, wie auch die Beschreibungen der Paläste, der Kleidung der Handelnden, deren Sitten und Umgangsformen und vieles mehr.
Auch inhaltlich bestehen einige Unterschiede zum Ramayana. Während die Erzählung in ihren Grundzügen jener des indischen Vorbildes entspricht, wurde beispielsweise die Rolle Hanumans, des Gott-Königs der Affen, erweitert und der Geschichte wurde ein Happy End angefügt.
Das Ramakian von König Phra Phutthayotfa gilt als eines der Meisterwerke der thailändischen Literatur und hatte großen Einfluss auf deren Entwicklung. Es wird auch heute noch in den Schulen des Landes gelesen und gelehrt. Auch die darstellende Kunst, insbesondere die thailändische Tanzkunst, wurde davon beeinflusst. So gehen Khon und Nang, ursprünglich nur am königlichen Hof ausgeübte dramatische Künste, darauf zurück.
Die Frage, ob das Ramakian nicht eher als ein hinduistisches denn als buddhistisches Werk anzusehen sei, wird von Paula Richman verneint. Sie zitiert den Epilog, den König Phra Phutthayotfa selbst verfasst hat: „Jene, die eine festliche Aufführung des Ramakian besuchen, sollten sich durch schönen Schein nicht blenden lassen, sie sollten aufmerksam die Unbeständigkeit beachten.“ Das thailändische Wort, das der Autor benutzt habe, um den Begriff der Täuschung zu vermitteln, ist lailong, eine direkte Übersetzung des Pali-Wortes moha. Moha ist ein zentraler Begriff des Buddhismus, er bezieht sich auf eines der Drei Geistesgifte (kilesa – อาสวกิเลส): Gier (lobha – โลภะ), Hass (dosa – โทสะ) und Verblendung (moha – โมหะ). Das Wort, das er benutzte, um seine Leser an die Unbeständigkeit zu erinnern, ist anitchang (อนิจจัง), die thailändische Transkription des Pali-Wortes Anicca. Rama I. – so Paula Richman – hat also im Epilog nochmals seine Überzeugung dargelegt, dass man das Ramakian analog zu buddhistischen Lehren und Einsichten erfahren kann und soll.

## Inhalt des Ramakian
Die Geschichte des Ramayana ist dabei auf das Königreich Ayutthaya übertragen, wo Phra Witsanu Vishnu als Phra Ram wiedergeboren wird.

### Die Hauptfiguren

#### Götter
- Phra Itsuan – oberster Gott auf dem Himmelsberg Krai Lat (Sk. īśvara, Beiname für Gott Shiva)
- Phra Narai – Stellvertreter von Phra Itsuan (Sk. nārāyaṇa taucht in der Sanskritliteratur (allg.) als Beiname für Brahma, Vishnu und Krishna, einer Inkarnation des Vishnu, auf. Im Thailändischen steht Phra Narai für den Gott Vishnu.)
- Maliwarat – Gott der Gerechtigkeit

#### Ayutthaya
- Phra Ram – Hauptfigur (entspricht dem Rama des Ramayana), der das Gute verkörpert; er wird im Ramakian als Sohn des Königs Ekathotsarot von Ayutthaya eingeführt und ist die Inkarnation des Gottes Phra Narai.
- Nang Sida Nonglak – die bezaubernde Gemahlin des Phra Ram, die Reinheit und Treue verkörpert
- Phra Lak, Phra Phrot und Phra Sat Rut – Stiefbrüder von Phra Ram und Inkarnationen verschiedener Götter
- Ekathotsarot (Herr der 10 Wagen) – Dritter König von Ayutthaya und Vater von Phra Ram und seinen Stiefbrüdern

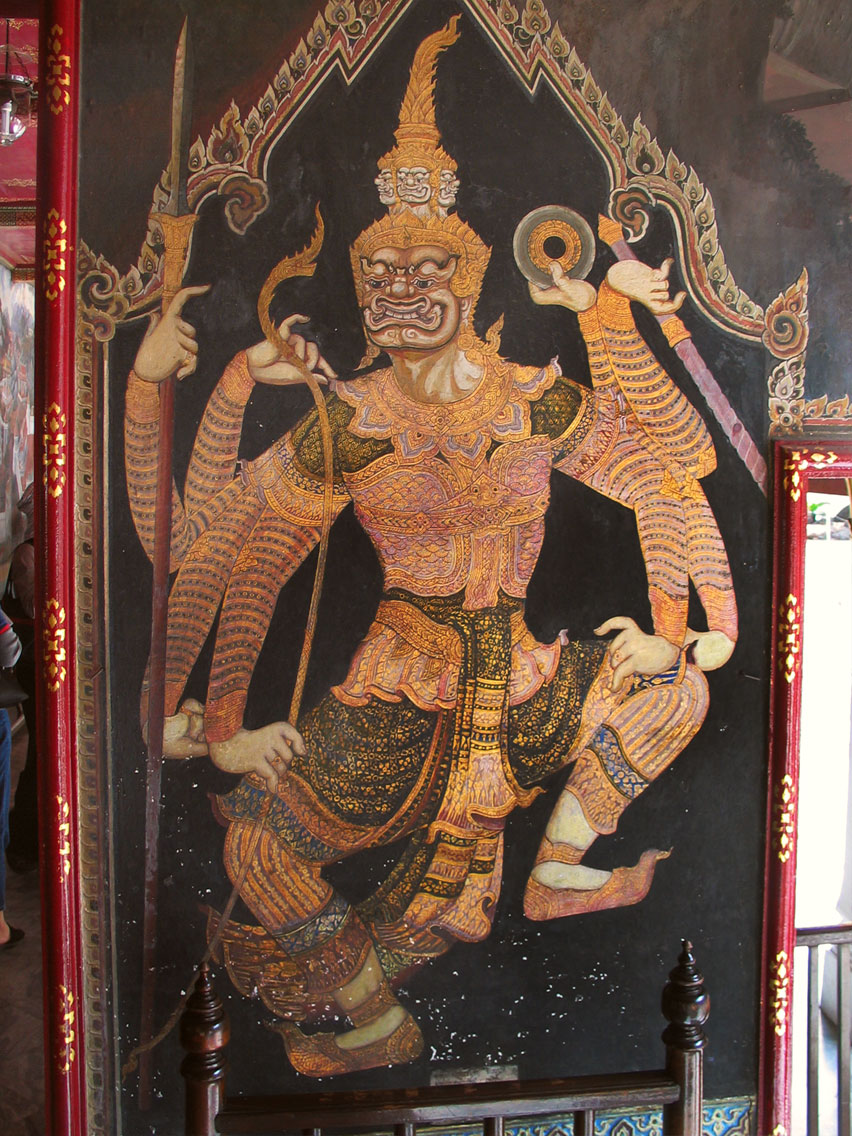
Thotsakan – Wandmalerei im Wat Phra Kaeo, Bangkok

#### Helfer des Phra Ram
- Hanuman – unsterblicher Affenkönig, der Phra Ram unterstützt und Treue und Hilfsbereitschaft symbolisiert
- Palithirat, Sukhrip – zwei Onkel von Hanuman und nacheinander Könige von Kit Kin, der Hauptstadt der Affen
- Ongkhot – Affenfürst und Sohn des Pali Thirat

#### Gegner des Phra Ram
- Thotsakan – zehnköpfiger König der Dämonen von Long Ka und stärkster Widersacher Phra Rams
- Inthorachit – ein Sohn des Thotsakan
- Kumphakan – Stiefbruder des Thotsakan und ein Dämon mit starken Kräften
- Maiyarap – als Affe mit magischen Kräften König der Unterwelt